# Anneau de Bishop
Pour les articles homonymes, voir Bishop.

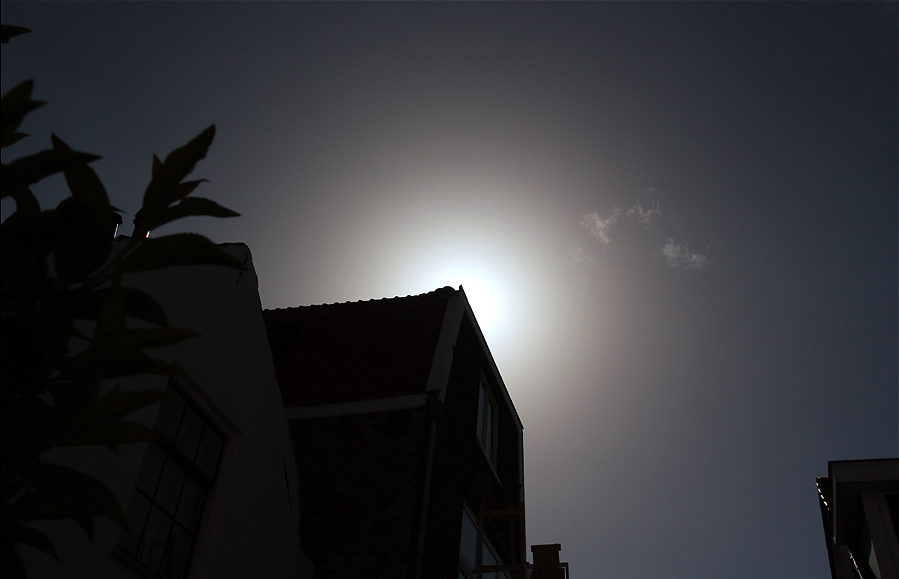
Anneau de Bishop autour du soleil pendant l'éruption du volcan islandais Eyjafjallajökull, photographié aux Pays-Bas le 18 mai 2010.

Un anneau de Bishop est un cercle blanchâtre, d'un rayon d'environ 22 degrés, centré sur le Soleil ou la Lune, présentant une légère teinte bleuâtre à l'intérieur et brun rougeâtre à l'extérieur. L'anneau observé autour de la Lune ne présente généralement qu'une frange rouge pâle. L'anneau de Bishop est dû à la diffraction de la lumière par de fines poussières volcaniques,. La première observation historique de ce phénomène est due au révérend Sereno Bishop à Honolulu, Hawaï, en 1883 lors de l'éruption du volcan Krakatoa.

## Historique
Le 23 août 1883, le Krakatoa projette une énorme quantité de cendre et de gaz dans la haute atmosphère. Les aérosols de sulfate resteront dans la stratosphère de nombreuses années, causant des levers et couchers de Soleil spectaculaires. Le révérend Bishop publie en 1883 ses observations d'un faible halo autour du Soleil qu'il a vu le 5 septembre à Honolulu et le phénomène portera son nom en son honneur.
Albert Riggenbach étudiera le phénomène et l'expliquera dans sa thèse doctorale en 1886. Des anneaux de Bishop ont été observés ensuite avec les éruptions volcaniques, dont celle du mont Pinatubo aux Philippines.

## Description et cause
La zone à l'intérieur de l'anneau est plus brillante que le voisinage. La plupart des observations décrivent le cercle interne comme étant de couleur blanche ou bleuâtre. Le cercle externe est rouge ou rougeâtre. La séquence des couleurs porte à conclure qu'il s'agit d'un phénomène de diffraction parce que le rouge est à l'extérieur contrairement aux halos où il est à l'intérieur. Le rayon moyen est de 22°, ce qui est plutôt grand et qui ne peut s'expliquer que par le passage de la lumière dans une zone contenant de très petites particules (environ 0,002 mm). Il a été démontré que ce sont les sulfates contenus dans un nuage de cendres volcaniques qui en sont la cause,.